# 바트빌역
바트빌역(독일어: Bahnhof Wattwil)은 스위스 장크트갈렌주의 바트빌에 있는 기차역이다. 보덴제-토겐부르크 철도의 중간역, 빌-에브나트-카펠 철도의 남쪽 종점, 우츠나흐-바트빌 철도의 동쪽 종점이다. 지역과 장거리 열차가 운행된다.

## 운행편

### 장거리
바트빌은 루체른과 장크트갈렌 사이를 매시간 운행하는 포어알펜 익스프레스가 운행한다.

### 로컬
바트빌은 장크트갈렌 S-반의 세 가지 서비스를 제공한다.
- S2 : 네슬라우-노이 장크트요한과 알트슈테텐 SG 사이에 보덴제-토르겐부르크 철도를 통해 매시간 운행.
- S4 : 자르간스를 경유하여 보덴제-토르겐부르크 철도를 통해 매시간 운행(순환 운행).
- S9 : 빌까지 빌-에브나트-카펠 철도를 통해 30분 간격 운행.